# دخاس (حشرات)
دُخَاس جنس نمطي من فُصيلة دبور الطين الباني من فَصيلة الزنبورية. إنه جنس كبير وواسع الانتشار يحوي ما يزيد عن 100 نوع (أنواع ونُويعَات) توجد في الغالب في الأجزاء المعتدلة من نصف الكرة الشمالي. معظم الأنواع سوداء أو بنية اللون وعادة ما تتميز بأنماط متناقضة تناقضًا لافتًا للنظر من اللون الأصفر أو الأبيض أو البرتقالي أو الأحمر (أو مجموعات منها). تطوي أجنحتها طوليًا عند السكون ثل معظم vespids. الجزء الأول من metasomal يكون ضيقًا وممدودًا ما يخلق مظهرًا «منتفخًا» للبطن، حيث إن لها شكلًا إجاصيًا مقلوبًا.